# Zgoda (utwór Kochanowskiego)
Zgoda – utwór poetycko-publicystyczny Jana Kochanowskiego wydany w 1564.
Utwór powstał w 1562, zaś wydany został w 1564 w Krakowie w Drukarni Łazarzowej. Odnosi się on do toczonych ówcześnie w Polsce sporów egzekucyjnych i religijnych. Utwór nie opowiada się jednak jednoznacznie po którejś ze stron sporu. Podmiotem mówiącym utworu jest personifikowana Zgoda, która udziela nagan wszystkim stronom za stronniczość, zwady, bezład.